# Affichiste
Un affichiste est une personne responsable sur le plan artistique de la création d'une affiche.

## Naissance d'un métier

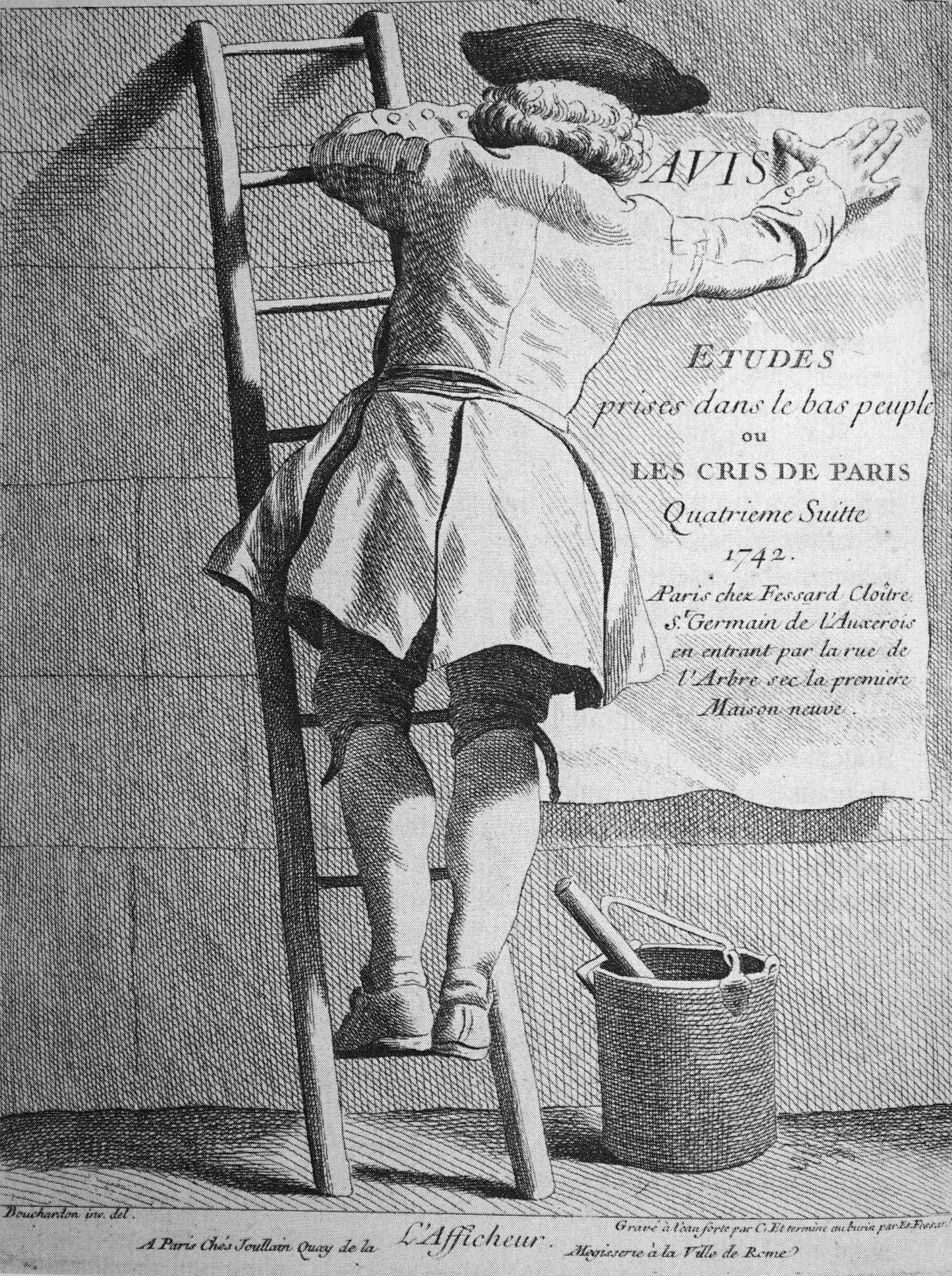
Un afficheur vu par Edme Bouchardon en 1740.

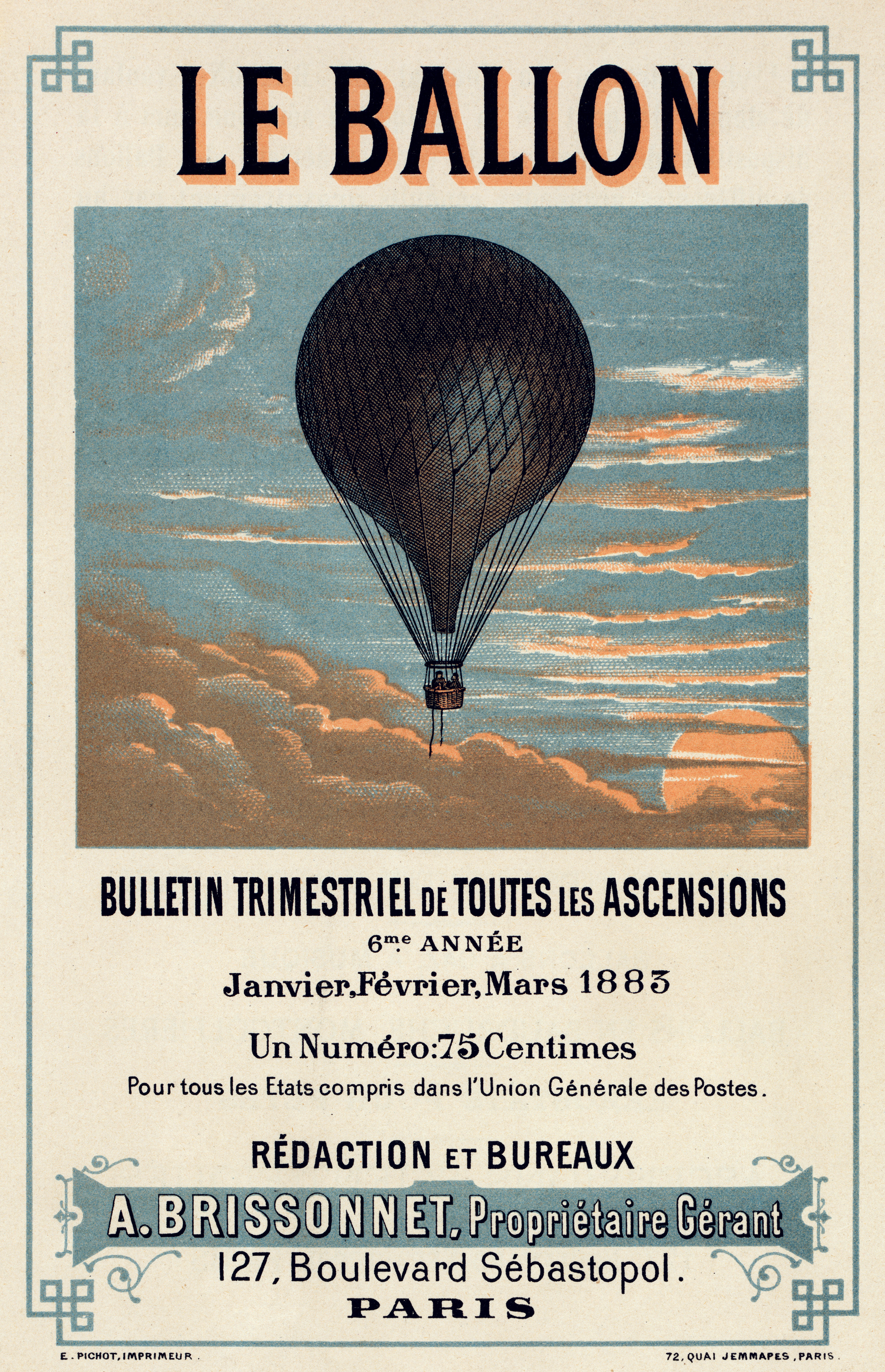
Exemple d'affiche qui commence à fleurir sur les murs des grandes villes en France vers 1883.

Le mot affichiste apparaît, mais avec un tout autre sens, vers 1780 et désignait la personne qui participe à l’élaboration des affiches, c'est-à-dire d'une « feuille périodique » essentiellement typographiée et généralement placardée sur les murs et destinée à donner des informations locales ou nationales sur des sujets variés. Non signées, elles ne sont pas assimilées à des œuvres d'art. L'expression « affiche commerciale » apparaît dès le début du XVIIIe siècle.
Vers 1870-1875, alors que l'affiche gagne ses lettres de noblesse grâce notamment à l'apparition de grands formats en couleurs lithographiés, des artistes comme Jules Chéret ou Alfons Mucha acquièrent une véritable notoriété en se spécialisant plus ou moins dans la conception de ce genre de support relevant de la publicité. Toutefois, tous les pays occidentaux connaissent cette même effervescence : citons les artistes du mouvement Arts & Crafts, puis de la Glasgow School of Art et enfin, à Chicago, où un artiste comme William H. Bradley travaille déjà en agence.
Les premiers mobiliers urbains y contribuent : à Paris, les colonnes mauresques (dès 1840), l'édification des colonnes Morris (dès 1868), les larges panneaux dans le métropolitain (dès 1900), les murs peints, etc.
En France, des peintres renommés, comme Henri de Toulouse-Lautrec, ne dédaignent plus de travailler sur des affiches, ni dans l'idée de promouvoir un produit ou un spectacle. De nombreux illustrateurs également conservent une clientèle publicitaire en plus de leur activité pour la presse.
En Belgique, à partir de 1883, grâce à Édouard Duyck et Adolphe Crespin, paraissent les premières affiches. L'école belge présente la particularité de correspondre à l'actualité et de la symboliser avec clarté. En 1896, il existe deux groupes : l'un à Bruxelles, représenté par Armand Rassenfosse et Émile Berchmans, l'autre à Liège par Auguste Donnay, sans oublier Francis Nys, artiste d'Anvers.
Vers 1900, avec notamment Leonetto Cappiello, l'affiche de style art nouveau fait école. 
Peu à peu, de nouveaux métiers apparaissent, ceux de graphiste et de designer : un créateur d'images et de formes nouvelles voit s'élargir l'étendue de ses possibilités d'expression et l'affiche étant l'une de ces composantes, rares sont ceux qui se définissent alors comme affichiste. Certaines affiches des années 1910-1920, notamment dans les pays anglo-saxons, sont restées anonymes.

## Évolutions modernes

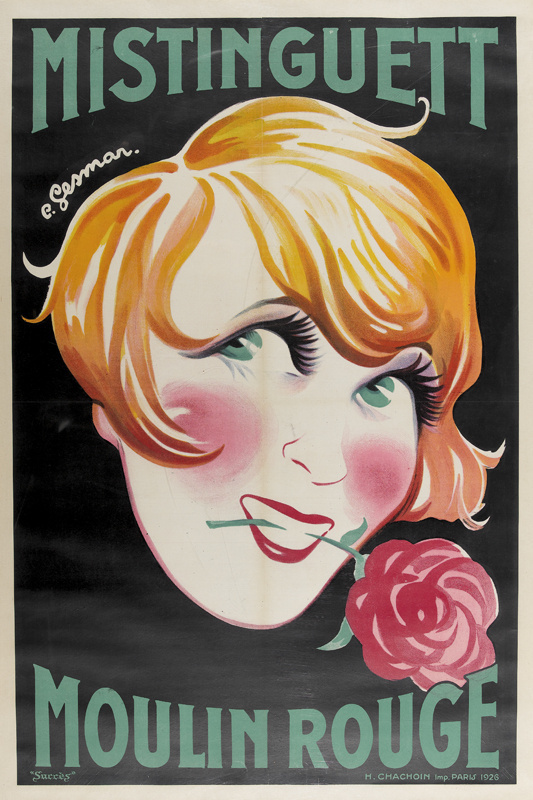
Affiche de Charles Gesmar.

L'art décoratif, et l'art moderne d'une manière générale, permet à de nombreux affichistes d'exprimer leur talent et de s'affirmer comme tels.
Le jeune Charles Gesmar, protégé de Mistinguett à partir de 1916, confirmera la gloire de celle-ci grâce à ses affiches devenues célèbres depuis.
Dans les années 1920, l'affiche se met à la page de l'épure qui domine l'art graphique, grâce à des créateurs comme Paul Iribe ou Cassandre qui formera Raymond Savignac, Dolly Rudeman... C'est aussi l'apparition du photomontage qui permet à l'affichiste de combiner la photographie et la typographie.
Dans les années 1950, les techniques de sérigraphie vont permettre l'éclosion d'une nouvelle école qui influencera le pop art.
Dans les années 1950-60, le Polonais Roman Cieslewicz fut à la tête d'une importante école d'affichistes (essentiellement de films, de pièces de théâtre et de propagande pour le parti communiste au pouvoir) qui parvient à exprimer un certain nihilisme dans un contexte pourtant étroitement surveillé par la censure.
Ces trente dernières années, les techniques offset puis numériques, mais aussi l'innovation en matière de supports d'affichage donnent aux affichistes de nouveaux potentiels d'expression.

## Aujourd'hui
L'affichiste contemporain travaille avec différents intervenants de la chaîne graphique :
- un commanditaire (qui fait appel à ses talents pour la conception) et qui peut être 
  - une agence de publicité
  - un client en direct
- un photographe
- des graphistes (lettrage, dessins, colorisation, etc.)
- un papetier
- un imprimeur, etc.

Selon un cahier des charges destiné à produire la charte graphique, il doit privilégier tel ou tel format (parfois plusieurs). Certains concepteurs d'affiches ne signent pas leurs travaux, exerçant leur métier au sein d'une agence de publicité et de communication, leurs compétences de graphiste sont alors requises.

## Sources
- Alain Weill, L’Affiche dans le monde, Somogy, 1984  (ISBN 978-2850561757)
- Julian Rothenstein (s/d), ABZ, Autrement, 2003  (ISBN 978-2746702974)
- David Jury, Graphic Design before Graphic Designers, Londres, Thames & Hudson, 2012  (ISBN 978-0500516461), p. 202 et suiv.